# Pleine-Selve (Gironde)
Pleine-Selve is een gemeente in het Franse departement Gironde (regio Nouvelle-Aquitaine) en telt 192 inwoners (1999). De plaats maakt deel uit van het arrondissement Blaye.

## Geografie
De oppervlakte van Pleine-Selve bedraagt 4,2 km², de bevolkingsdichtheid is 45,7 inwoners per km².
De onderstaande kaart toont de ligging van Pleine-Selve (Gironde) met de belangrijkste infrastructuur en aangrenzende gemeenten.

## Demografie
Onderstaande figuur toont het verloop van het inwonertal (bron: INSEE-tellingen).

1. ↑  Populations de référence 2022.